# With a Little Help from My Friends
〈With a Little Help from My Friends〉는 1967년 음반 《Sgt. Pepper's Lonely Hearts Club Band》의 영국의 록 밴드 비틀즈의 곡이다. 이 곡은 존 레논과 폴 매카트니가 작곡했으며 드럼 연주자 링고 스타를 위한 음반의 특별 보컬로 제작되었다. 이 그룹은 스타가 "빌리 시어즈"라는 캐릭터로 노래하면서, 이 노래를 《페퍼상사》 세션을 마치기 위해 녹음했다.
이후 조 코커에 의한 트랙의 녹음은 1968년에 히트 싱글이 되었고 우드스톡 시대의 국가가 되었다. 1978년, 〈Sgt. Pepper's Lonely Hearts Club Band〉과 짝을 이룬 비틀즈의 음반은 싱글로 재발행되었고 영국에서 63위 그리고 미국에서 71위로 정점을 기록했다. 스타는 솔로 가수로서 정기적으로 이 곡을 연주했다. 〈With a Little Help from My Friends〉는 《롤링 스톤》이 역사상 가장 위대한 노래 500곡 중 311위에 올랐다.

## 참여 인원
- 링고 스타 – 리드 보컬, 드럼, 탬버린
- 존 레논 – 백킹 보컬, 카우벨, 리듬 기타
- 폴 매카트니 – 백킹 보컬, 피아노, 베이스 기타
- 조지 해리슨 – 백킹 보컬, 리듬[3] 과 리드 기타
- 조지 마틴 – 해먼드 오르간